# Batajnica
Batajnica (en serbe cyrillique : Батајница) est un quartier de Belgrade, la capitale de la Serbie. Il est situé dans la municipalité urbaine de Zemun. Au recensement de 2002, il comptait 30 172 habitants.

## Emplacement et géographie

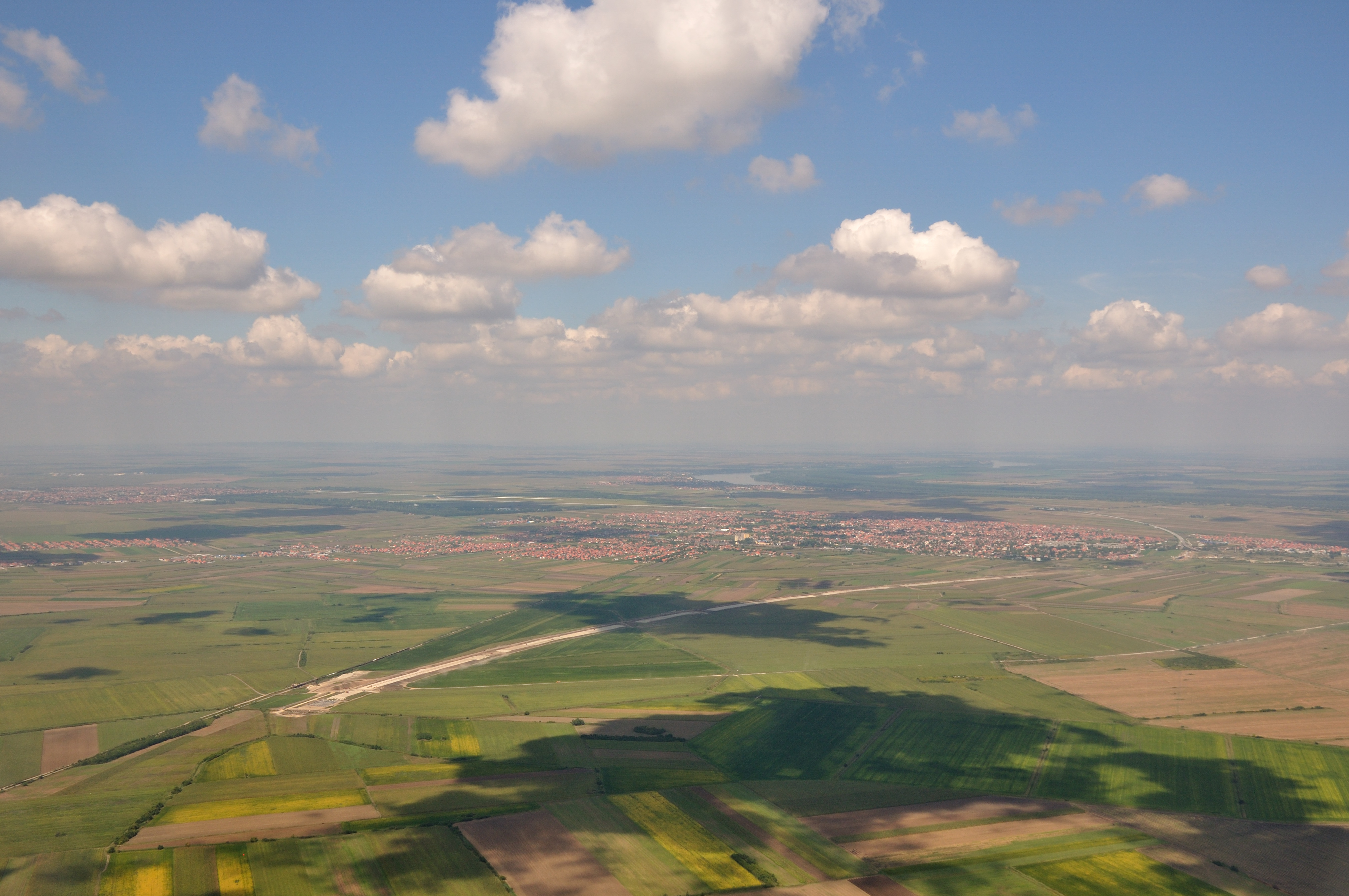
Vue aérienne de Batajnica

Batajnica est située dans la partie septentrionale de la municipalité de Zemun, dans la région de Syrmie, à proximité de la limite administrative de la région autonome de Voïvodine ; elle constitue ainsi la partie la plus septentrionale et la plus occidentale de la zone urbaine de Belgrade. Le quartier est situé à proximité de la rive droite du Danube dont il est séparé par une butte de 114 m de haut, ce qui le protège des inondations.
Batajnica se trouve à environ 25 km du centre-ville de Belgrade mais à seulement 6 km de Nova Pazova et Novi Banovci, deux localités situées dans la municipalité de Stara Pazova, en Voïvodine, avec lesquelles elle forme une continuité urbaine ; en revanche, sur le plan urbain, elle n'est pas liée au reste de la capitale serbe. Le quartier s'étend vers le sud-est en direction du faubourg de Busije et, vers le sud-est, en direction des quartiers de Zemun polje, Galenika et Goveđi brod.

## Histoire
Des sépultures remontant à la culture de Vučedol (entre 3 000 et 2 200 av. J.C.) ont été retrouvées sur le territoire de Batajnica. La localité est mentionnée pour la première fois en 1708 ; elle est encore mentionnée en 1753 et décrite comme un petit village constitué de 90 foyers prospères. La localité moderne a pris son essor après l'abolition de la Frontière militaire en 1873, quand des vétérans s'y installèrent avec leur famille. Ce mouvement se poursuivit, notamment après la Première Guerre mondiale, avec l'installation de nouveaux vétérans.
Dans l'entre-deux-guerres, Batajnica devint le siège d'un district (srez) et, après la Seconde Guerre mondiale, elle fut intégrée dans le district de Zemun en tant que municipalité séparée puis, en 1955, elle fut intégrée avec Zemun dans le district de Belgrade et la municipalité de Batajnica fut abolie. Batajnica fut intégrée à la ville de Belgrade proprement dite (uža teritorija grada) au début des années 1970, perdant son statut de localité indépendante pour devenir un simple quartier. En 2002, un mouvement s'est formé pour rendre à Batajnica son statut de municipalité mais cette tentative est restée sans lendemain.

## Démographie
Au cours du XXe siècle, Batajnica a connu un développement démographique constant, avec un essor accru au milieu des années 1990, avec les Guerres de Yougoslavie et particulièrement après l'Opération Tempête qui chassa environ  250 000 Serbes de la Croatie en Serbie. 
| 1921  | 1953  | 1971   | 1981   | 2002   |
| ----- | ----- | ------ | ------ | ------ |
| 2 486 | 5 291 | 14 567 | 18 599 | 30 172 |

|  |

## Architecture
L'église Saint-Michel-et-Saint-Gabriel de Batajnica a été construite entre 1780 et 1785 dans un style baroque ; elle abrite notamment une iconostase peinte par Teodor Kračun, l'un des plus importants peintres baroques serbes du XVIIIe siècle ; en raison de sa valeur, elle figure sur la liste des biens culturels protégés de la Ville de Belgrade.

## Sport
Batajnica possède un club de football, le FK BSK Batajnica.

## Économie
Avant l'urbanisation accélérée de la seconde moitié du XXe siècle, Batajnica était un village agricole. Les premières industries à s'y installer étaient encore liées à ce passé : agroalimentaire, moulins, briques, tuiles etc. Plus tard, l'industrie s'est diversifiée et le quartier compte aujourd'hui près de 400 entreprises privées[réf. nécessaire].

## Quartiers
En raison de son étendue, Batajnica a développé plusieurs sous-quartiers.

### 13. maj
13. maj comptait 956 habitants en 2010[réf. nécessaire]. Entouré de fermes, le quartier se trouve près du Danube. Il est situé à proximité de la base aérienne de Batajnica et près d'une base d'entraînement militaire qui est ouverte au public : on y trouve une piscine olympique ainsi que plusieurs terrains de sport.

### Naselje Ekonomije BR 1.
Naselje Ekonomije BR 1. est le plus ancien quartier urbain de Batajnica. Il a été construit par l'armée yougoslave en 1948 et se trouve à l'entrée de Batajnica en venant de Zemun.

### Šangaj
Šangaj est un quartier de Batajnica situé au-delà de la voie ferrée Belgrade-Novi Sad. Il est centré autour de la rue Šangajska, ainsi nommée d'après la ville de Shanghai en Chine. Il s'étend au nord-est en direction des faubourgs de Busije et Ugrinovci. C'est un secteur entièrement résidentiel.

### Crveni barjak
Crveni barjak est la plus grande communauté locale du quartier de Batajnica. Au recensement de 2002, il comptait 11 129 habitants. Le quartier commence à l'entrée de Batajnica, à la hauteur d'un grand échangeur routier ; il s'étend vers le sud en direction de Zemun polje. Une centrale thermique est située dans le quartier. En serbe, crveni barjak signifie « le drapeau rouge ».

## Transports
Batajnica constitue un important nœud de communication.
Sur le plan routier, le quartier se trouve sur deux routes reliant Belgrade à Novi Sad : le Stari Novosadski put et l'autoroute serbe A1 (route européenne E75) ; le Stari Novosadski put, « la vieille route de Novi Sad » passe au milieu de Batajnica et en constitue la rue principale. Deux routes parallèles proviennent de Zemun (dont le Batajnički drum) ; à l'entrée de Batajnica, elles se croisent grâce à un grand échangeur routier. Deux autres routes régionales partent de Batajnica, l'une vers le sud-ouest jusqu'à Ugrinovci et l'autre vers le nord jusqu'à Novi Banovci. Batajnica est également le point de départ du périphérique de Belgrade encore en construction. Sur le plan des transports en commun, Batajnica est reliée à Belgrade par plusieurs lignes de bus de la société GSP Beograd, soit les lignes 73 (Novi Beograd Blok 45 – Gare de Batajnica), 700 (Gare de Batajnica - Batajnica Vojvođanskih brigada - Gare de Batajnica), 702 (Gare de Batajnica – Busije), 703 (Gare de Batajnica – Ugrinovci), 705 (Zemun Kej oslobođenja – 13. maj), 706 (Zeleni venac – Batajnica) et 706E (Zemun Kej oslobođenja – Base aérienne de Batajnica).
La gare de Batajnica est située sur le réseau express régional Beovoz. On peut y emprunter la ligne 1 (Stara Pazova - Batajnica - Beograd Centar - Pančevo Vojlovica) qui la relie à Stara Pazova, en Syrmie, et à Pančevo, dans le Banat méridional, en passant par le centre de Belgrade, la ligne 3 (Stara Pazova - Batajnica - Beograd Centar - Rakovica - Renik - Ripanj), qui conduit de Stara Pazova à Ripanj (au sud de Belgrade), la ligne 5 (Nova Pazova - Batajnica - Beograd Centar - Rakovica - Resnik - Mladenovac), qui va de Nova Pazova, en Syrmie, à Mladenovac, et la ligne 6 (Stara Pazova - Batajnica - Beograd Centar - Rakovica - Mala Krsna), qui mène de Stara Pazova à Mala Krsna, sur le territoire de la Ville de Smederevo. La gare de Batajnica est également une station du nouveau réseau BG VOZ (Batajnica - Pančevački most).
La base aérienne de Batajnica, qui ne dispose que d'un trafic civil limité, est également située dans le quartier de Batajnica. Elle a été touchée en 1999 pendant le bombardement de la Serbie par l'OTAN.